# Milano Koenders
Pour les articles homonymes, voir Koenders.
Milano Koenders est un footballeur néerlandais, né le 31 juillet 1986 à Amsterdam aux Pays-Bas. Il évolue actuellement en Eredivisie au Heracles Almelo comme arrière droit.

## Palmarès
AZ Alkmaar
- Eredivisie
  - Champion (1) : 2009